# Райнер Бонгоф
Райнер Бонгоф (нім. Rainer Bonhof, нар. 29 березня 1952, Еммеріх-ам-Райн) — німецький футболіст, що грав на позиції півзахисника. По завершенні ігрової кар'єри — футбольний тренер.
Виступав, зокрема, за клуби «Боруссія» (Менхенгладбах) та «Кельн», а також національну збірну Німеччини.
Чотириразовий чемпіон Німеччини. Дворазовий володар Кубка Німеччини. Володар Кубка Іспанії з футболу. Володар Кубка УЄФА. Володар Кубка Кубків УЄФА. У складі збірної — дворазовий чемпіон Європи, чемпіон світу.

## Клубна кар'єра
Народився 29 березня 1952 року в місті Еммеріх-ам-Райн. 
У дорослому футболі дебютував 1970 року виступами за команду клубу «Боруссія» (Менхенгладбах), в якій провів вісім сезонів, взявши участь у 231 матчі чемпіонату. Більшість часу, проведеного у складі «Боруссії», був основним гравцем команди.
Протягом 1978—1980 років захищав кольори команди клубу «Валенсія». За цей час виборов титул володаря Кубка Іспанії з футболу, ставав володарем Кубка Кубків УЄФА.
Своєю грою за останню команду привернув увагу представників тренерського штабу клубу «Кельн», до складу якого приєднався 1980 року. Відіграв за кельнський клуб наступні три сезони своєї ігрової кар'єри. Граючи у складі «Кельна» також здебільшого виходив на поле в основному складі команди.
Завершив професійну ігрову кар'єру у клубі «Герта», за команду якого виступав протягом 1983 року.

## Виступи за збірну
У 1972 році дебютував в офіційних матчах у складі національної збірної Німеччини. Протягом кар'єри у національній команді, яка тривала 10 років, провів у формі головної команди країни 53 матчі, забивши 9 голів.
У складі збірної був учасником чемпіонату Європи 1972 року у Бельгії, здобувши того року титул континентального чемпіона, чемпіонату світу 1974 року у ФРН, здобувши того року титул чемпіона світу, чемпіонату Європи 1976 року в Югославії, де разом з командою здобув «срібло», чемпіонату світу 1978 року в Аргентині, чемпіонату Європи 1980 року в Італії, де німці здобули свій другий титул чемпіонів Європи.

## Кар'єра тренера
Розпочав тренерську кар'єру, повернувшись до футболу після невеликої перерви, 1990 року, увійшовши до тренерського штабу національної збірної Німеччини.
2008 року ненадовго очолив молодіжну збірну Німеччини, пізніше того ж року став головним тренером менхенгладбаської «Боруссії». Протягом 2000–2001 років працював у Кувейт з «Аль-Кувейтом».
Наразі останнім місцем тренерської роботи була Молодіжна збірна Шотландії, якою Райнер Бонгоф керував протягом 2002–2005 років.

## Титули і досягнення
- Чемпіон Німеччини (4):

«Боруссія» (Менхенгладбах): 1970-1971, 1974-1975, 1975-1976, 1976-1977
- Володар Кубка Німеччини (2):

«Боруссія» (Менхенгладбах): 1972-1973
«Кельн»: 1982-1983
- Володар Суперкубка Німеччини (1):

«Боруссія» (Менхенгладбах): 1976
- Володар Кубка Іспанії з футболу (1):

«Валенсія»: 1978-1979
- Володар Кубка УЄФА (1):

«Боруссія» (Менхенгладбах): 1974-1975
- Володар Кубка володарів кубків (1):

«Валенсія»: 1979-1980
Збірні
- Чемпіон Європи (2): 1972, 1980
- Віце-чемпіон Європи (1): 1976
- Чемпіон світу (1): 1974